# 久保貞次郎
久保 貞次郎（くぼ さだじろう、1909年5月12日 - 1996年10月31日）は、日本の美術評論家、小中学生を対象とした創造主義美術教育運動の指導者。跡見学園短期大学学長、町田市立国際版画美術館初代館長なども務めた。婚家の莫大な資産をもとに美術品蒐集でも知られ、芸術家の支援も行なった。旧姓・小此木。小此木真三郎は弟。

## 経歴

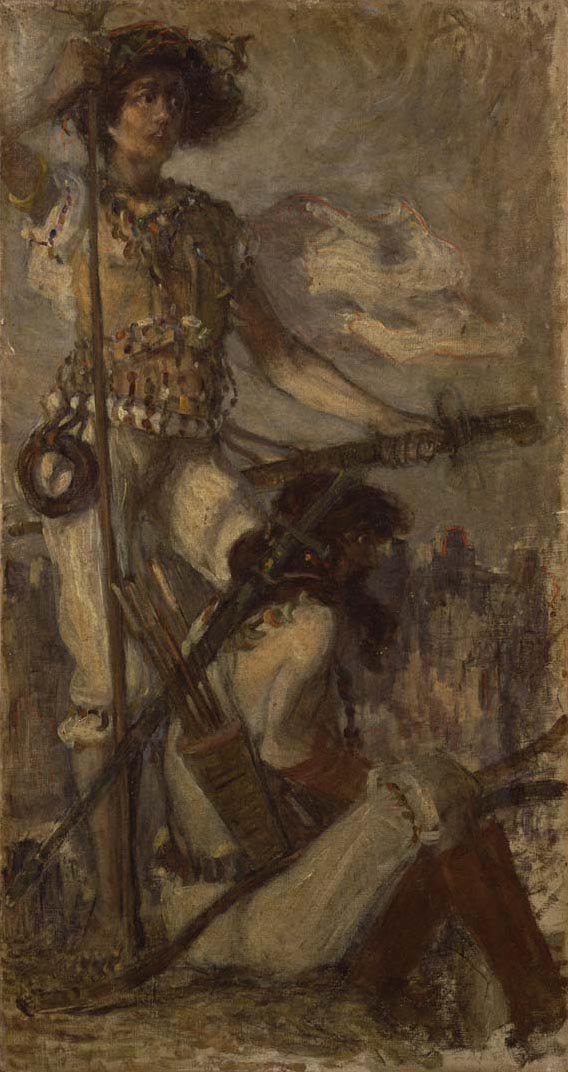
養家の久保家が1922年に取得した青木繁の「日本武尊」（1906年）。現在は東京国立博物館所蔵

栃木県足利町で金物店を営む小此木仲重郎、ヨシの次男として生まれる。3歳で母を亡くし、継母と姉を母替わりに育つ。足利尋常西小学校、栃木県立足利中学校(旧制)を経て、成蹊高等学校 (旧制)に進学。欧米に憧れを抱いていた貞次郎は、1927年に国際語エスペラントを新聞広告で知って寮友らと学習を始め、1928年に日本エスペラント学会に入会。1933年に東京帝国大学文学部教育学科を卒業し、大日本聯合青年団社会教育研究生となった。1933年の10月に日本エスペラント学会から特派員として九州に派遣され、各地を回る中で杉田秀夫（後の瑛九）と知り合い、現代美術への関心をもつようになる。
社会教育研究生時代の1933年11月、県内有数の資産家である真岡町の久保家の長女・佳代子の入り婿となって久保姓となり、東京市牛込区佐土原町の久保家別邸を新居とする。佳代子の父・久保善郎は1924年に37歳で早世していたが、生前は芸術愛好家であり、隣村の福田たねの親族から得た青木繁の絵画を秘蔵していた。社会教育研究生は研究費が支給される代わりに卒業後は府県の公職に就くことが条件であったが、貞次郎は久保家への婿入りにより給付金を全額返済して就職せず、結婚翌年に大学院に進学し、1935年には第2回日米学生会議参加のため初渡米、1937年に院を卒業した。
1937年に義祖父の久保六平（1857年生まれ）が亡くなって莫大な遺産を相続し、1938年には、当時の真岡町の真岡小学校に久保家の全額寄付で久保講堂を建設。この講堂落成を記念する事業として、羽仁五郎の提案により児童画公開審査会を始め、やがて戦時下で中止となる1942年までこの行事を継続した。また、同じく1938年には、美術賞として久保賞を設け、羽仁五郎、北川民次、瑛九や、実弟である小此木眞三郎らを審査員とした。
1938年8月には、児童画による国際親善を名目として、実弟、義弟とともに欧米旅行に赴き、翌1939年5月に帰国した。その途上では、フランク・ロイド・ライトや国吉康雄と交流した。また、久保家の資産保全と自身のキャリア形成を兼ねて、視察旅行中に絵画や美術書を大量に購入、とくにフランスでは長期滞在し、贋作事件で知られる滝川太郎を通じて多くの絵画を購入した。
1943年(昭和18) には、真岡町の自宅に、久保講堂と同じ遠藤新の設計で久保ギャラリーを建設。
第二次世界大戦後、1951年に瑛九らがデモクラート美術協会を結成すると、外部の美術評論家としてこの動きを支援し、1952年には創造美育協会の設立に参加した。また、1952年には、公選によって真岡町教育委員に選出され、1954年まで務めた。
1955年ころから、久保は、小コレクター運動を提唱するようになった。これは、本物の美術品、特に才能がありながらまだ無名の作家の作品を購入することを呼びかける運動であり、版画を中心に水彩画、素描、油彩画などを購入し、3点以上所有することを広く呼びかける運動であった。
1957年、真岡町の自宅の米蔵を改装してアトリエとし、多くの美術家の集う拠点となったこのアトリエは「久保アトリエ」と称された。
1966年には、ヴェネツィア・ビエンナーレの日本代表を務めた。
1977年には、跡見学園短期大学学長となり、1985年までその任にあった。次いで、町田市立国際版画美術館初代館長となり、1993年まで務めた。
この間、1983年に『久保貞次郎美術の世界』シリーズが十巻以上の構成で構想され叢文社から1984年から刊行が始まったが、1985年にかけて5巻が刊行されたものの、それ以上は刊行されなかった。
心不全のため東京都千代田区の半蔵門病院で87歳で死去。

## 遺されたもの

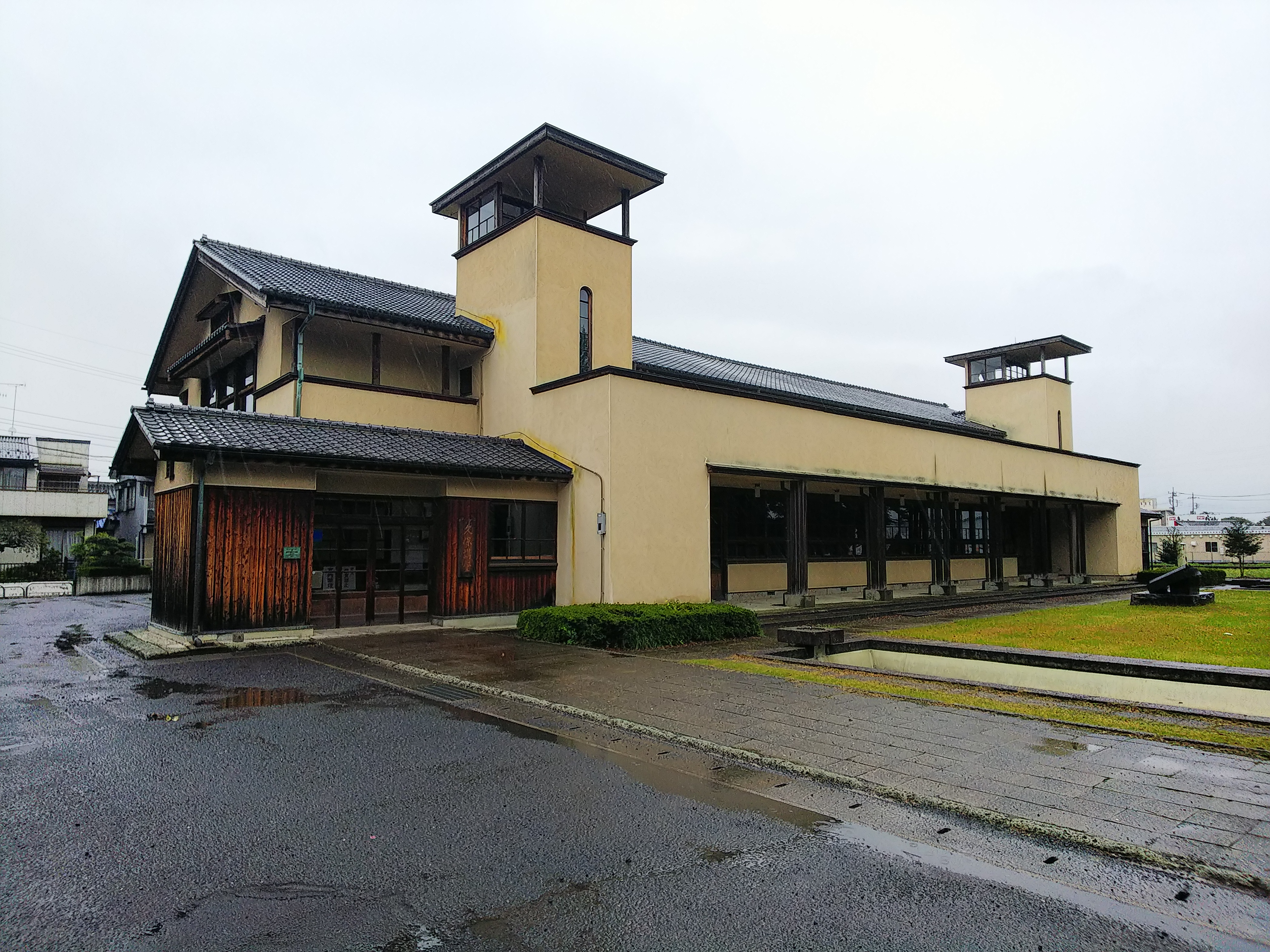
久保講堂

1992年、町田市立国際版画美術館で、久保業績を回顧する「久保貞次郎と芸術家展」が開催された。
1938年に久保の寄付によって建設された久保講堂（遠藤新設計）は、生前の1986年に小学校敷地から移築されていたが、久保の没後1997年5月7日に国の登録有形文化財となった。
2013年には、久保家から真岡市に、多数の資料や収集作品から成る「久保コレクション」が寄贈され、その一部はかつての「久保アトリエ」を保存した美術品展示館を含む施設である久保記念観光文化交流館に展示されている。

## おもな著書
- 児童美術、美術出版社、1951年
- 児童画の見方、新教育協会、1954年
- 子どもの創造力、黎明書房、1958年
- 児童画の世界、大日本図書、1964年
- 美術に近づく道、黎明書房、1968年
- 児童画と教師、文化書房博文社、1972年（後に1981年に増補版が出た）
- 版画収集の魅力：コレクター入門、日本リーダーズダイジェスト社、1980年
- 久保貞次郎美術の世界、叢文社
  - 第1巻 北川民次、1984年
  - 第2巻 瑛九と仲間たち、1985年
  - 第3巻 私の出会った芸術家たち、1984年
  - 第8巻 ヘンリー・ミラー、1984年
  - 第11巻 絵画の真贋、1984年

（没後出版）
- （島崎清海、高森俊 共編）久保貞次郎美術教育論集（上・下）、創風社、2007年

### 訳書
- トムリンソン 著、芸術家としての子供達、美術出版社、1951年
- （深田尚彦との共訳）W.ヴィオラ 著、チィゼックの美術教育、黎明書房、1983年（後に1999年に双書版が出た）

以上のほか、多数の画集などの編集、監修を手がけている。